# Personalidad integradora
El concepto de personalidad integradora se aplica a aquella persona en la que predomina el estar viviendo en proceso de integrar progresivamente su diversidad de manifestaciones humanas, con las respectivas polaridades dialécticas que éstas conllevan.
Y esta integración es tanto en la manifestación individuadora de la persona (siendo sí misma) como en la vinculadora (formando vínculos afectivos con los demás), así como tanto a un nivel personal (es decir, físico, emocional e intelectual) como transpersonal (es decir, espiritual, este ámbito que actualmente estudia la psicología transpersonal), en favor de su crecimiento individual y también participando así en el devenir evolutivo.
Pero este concepto de personalidad integradora no es igual que el de personalidad integrada ni el de personalidad integral, ya que ambos inducen a pensar en un logro que ya se ha alcanzado, que está alcanzándose o que es alcanzable de una vez por todas y de manera definitiva, lo que está muy lejos de nuestra realidad evolutiva humana, siempre en marcha construyendo el destino.